# Metin Eloğlu
Metin Eloğlu (* 11. März 1927 in Istanbul; † 11. Oktober 1985 ebenda) war ein türkischer Schriftsteller und Maler.

## Leben
Metin Eloğlu benutzte auch die Pseudonyme Mehmet Metin, Mehmet Emin, Ali Haziranlı, Etem Olgunil, Nil Meteoğlu und Nil Etemoğlu.  Ab 1943 studierte er  Bildende Kunst – Bereich Malerei;  1946 wurde er wegen  einer zweimonatigen Haft aus politischen Gründen exmatrikuliert. 1947 trat er seinen Militärdienst an. Wegen Disziplinlosigkeit beendete er diesen erst fünf Jahre später.
Sein erstes Gedicht Sabah Şarkısı wurde 1943 in Izmir in der Zeitschrift Kovan veröffentlicht. Im Jahr darauf erschien in dem Magazin Servetifünun-Uyanış seine erste Erzählung Balıkçı Çocukları Şehri. 1972 gewann er mit dem Gedicht Dizin den TDK Şiir Ödülü, den Preis der Gesellschaft für Türkische Sprache.
Eloğlu war nicht nur als Schriftsteller, sondern auch als Maler bekannt. Seine mehrfach ausgezeichneten Werke sind in zahlreichen Museen in der Türkei ausgestellt.
Seine Tochter Şiir Eloğlu ist Schauspielerin und lebt in Deutschland.

## Veröffentlichungen (Auswahl)
- Istanbullu, 2009 (EA, postum)
  - deutsch von Ute Birgi-Knellessen (mit Hüseyin Tüzün): Fast eine Geschichte. Mit einem Vorwort von Şiir Eloğlu. binooki Verlag, Berlin 2012, ISBN 978-3-943562-06-4.